# Karl Bonstedt
Karl Hugo Bonstedt (* 17. November 1844 in Bromberg; † 25. Oktober 1888 in Iserlohn) war Bürgermeister von Iserlohn.

## Lebensstationen
Bonstedt begann im Wintersemester 1865 das Studium der Rechtswissenschaften an der Friedrich-Wilhelm Universität zu Berlin. Dort wurde er Mitglied der Landsmannschaft Normannia. Zum Wintersemester 1867 wechselte er an die Universität Heidelberg. Im Deutsch-Französischen Krieg von 1870/71 wurde er mit dem EK II ausgezeichnet. 1872 bestand Bonstedt das Assessorexamen und wurde im Dezember desselben Jahres Gerichtsassessor in Elberfeld. Später zum Ersten Beigeordneter von Elberfeld ernannt, wurde er 1877 zum Bürgermeister von Iserlohn gewählt.

## Würdigungen

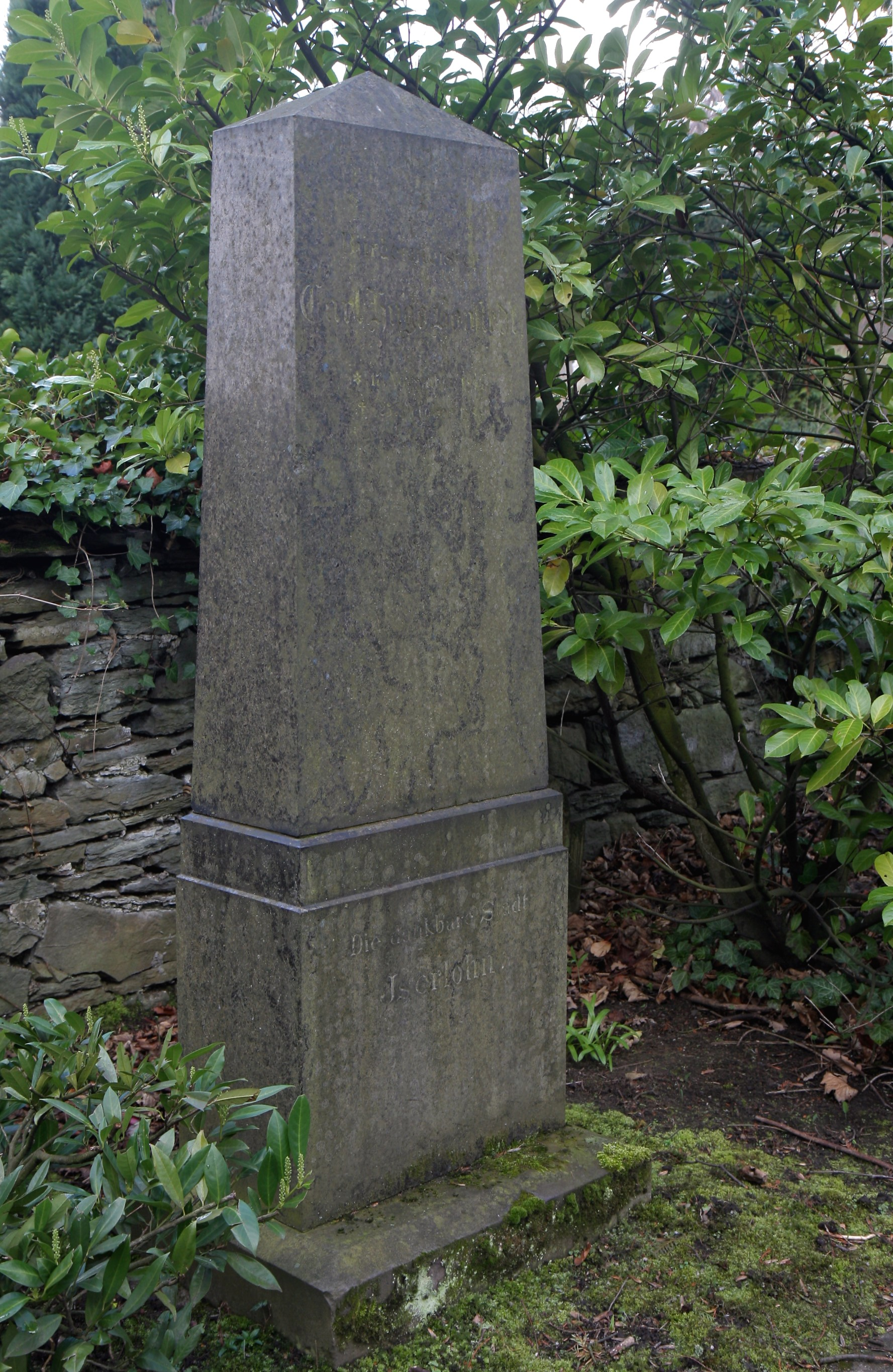
Grabmal auf dem Hauptfriedhof Iserlohn

In Iserlohn wurde ihm aufgrund seiner Verdienste um die öffentliche Infrastruktur ein Grabdenkmal errichtet und eine Straße nach ihm benannt.